# ورگرن
ورگرن (به فرانسوی: Vergranne) یک کمون در فرانسه است که در Canton of Baume-les-Dames واقع شده‌است.

## خصوصیات
ورگرن ۵٫۱۸ کیلومترمربع مساحت و ۱۲۱ نفر جمعیت دارد.